# ASP.NET Razor
ASP.NET Razor, noto anche semplicemente come Razor, è un sistema di scripting lato server ideato e prodotto da Microsoft, destinato alla generazione di pagine web dinamiche. Esso sfrutta la sintassi dei linguaggi C# e Visual Basic, permettendo di incorporare codice scritto in questi linguaggi all'interno di pagine web, da elaborare lato server al momento della richiesta.
Il modello utilizzato è analogo a quello usato nel PHP, senza però l'introduzione di una nuova sintassi per il codice. Per questo Razor non è da considerare un linguaggio in senso stretto ma un meccanismo di script embedding, mentre il PHP ha una definizione formale in tal senso.